# The Casagrandes Movie
The Casagrandes Movie (Os Casagrandes: O Filme (em português brasileiro e em português europeu)) é um filme de animação estadunidense de 2024 do gênero comédia e fantasia, baseado na série de animação da Nickelodeon, The Casagrandes, servindo como final da série. Foi dirigido por Miguel Puga a partir de uma história de Tony Gama-Lobo Rebecca May Rosemary Contreras e Lalo Alcaraz, o filme apresenta o elenco regular de vozes da série reprisando seus papéis como a família Casagrande com a adição de Paulina Chávez, Angélica Aragón, Kate del Castillo, Cristo Fernández e Sergio Aragonés. Seguindo os acontecimentos dos Casagrandes, o filme gira em torno de Ronnie Anne, que acaba de completar doze anos e se propõe a provar à família que tem idade suficiente para fazer suas próprias coisas, apenas para enfrentar uma antiga semideusa pré-adolescente durante uma viagem em família ao México.
Foi anunciado pela Nickelodeon em 4 de abril de 2023, é o segundo filme de animação e o quarto filme geral da franquia The Loud House, e foi lançado na Netflix em 22 de março de 2024, com críticas positivas da crítica.

## Enredo
A garota da cidade Ronnie Anne Santiago comemora seu décimo segundo aniversário. Ela pretende comemorar seu "Verão de 12" no Xtreme Eddie's com seu melhor amigo, Sid Chang, mas sua família a surpreende com uma viagem para Japunda, México, para sua consternação.  No México, Ronnie Anne se interessa por um colar que um lojista afirma conter a última conexão entre humanos e deuses, mas Maria descarta isso como uma farsa. No entanto, Ronnie Anne compra o colar pelas costas da mãe.
A família vai para a casa de Mama Lupe, onde Ronnie Anne aponta uma montanha próxima que lembra um halfpipe. Carlos Sr. conta a ela que a montanha leva o nome da forma petrificada da semideusa Punguari, cujos pais negaram que ela se tornasse uma deusa de pleno direito devido à sua natureza rebelde e falta de responsabilidade. Insatisfeita, Punguari escapou e roubou uma máscara que lhe permitiu se tornar uma deusa;  no entanto, o chão ao seu redor começou a rachar e se separar. Sisiki, sua mãe, foi forçada a petrificar a filha; se Punguari fosse libertado agora, o México estaria em perigo.
No dia seguinte, Ronnie Anne decide ir ao Monte Punguari, onde começa a sincronizar o skate com Sid por videochamada. Porém, Ronnie Anne cai do skate, quebrando o colar e libertando Punguari.  Logo, uma jovem, que se apresenta como Shara, pede ajuda, pois sua perna ficou presa debaixo de um galho após um terremoto. Ronnie Anne, acompanhada por Shara, é confrontada por sua mãe, que está com raiva por ela ter fugido para fazer suas próprias coisas. Mais tarde naquela noite, Maria expressa sua frustração com a natureza rebelde de Ronnie Anne, o que levou Mama Lupe a levá-la para fora para praticar o lançamento de chancla.
Shara e Ronnie Anne fogem para um museu, onde Ronnie Anne descobre a porta de entrada para o reino que contém a máscara. Shara, pegando a máscara, revela que ela é na verdade Punguari o tempo todo, deixando Ronnie Anne presa dentro do reino. Porém, seu avô Heitor acaba encontrando-a através de um espelho mágico. Ronnie Anne explica sua situação para sua família, que entra furtivamente no museu à noite para salvá-la.  Ronnie Anne percebe que a história de Punguari estava errada: enquanto Punguari empunhava a máscara, as rachaduras que se formavam no solo permitiam que outra divindade - Ucumu, o deus do submundo - se levantasse do solo.
Punguari aproveita o poder da máscara para torná-la uma deusa, drenando o mar e criando um templo em seu rastro. No entanto, a terra começa a rachar mais uma vez. Ronnie Anne decide ir ela mesma ao templo de Punguari, onde confronta Punguari e conta a verdadeira história: seus pais a petrificaram para protegê-la de Ucumu. Eles percebem que Maria, que tentou chegar ao templo, está prestes a escorregar pelas fendas recém-formadas. Punguari se transforma em um coiote e corre em direção a Maria, que usa seu itinerário para se equilibrar em segurança. A família e Punguari se reagrupam enquanto Ucumu emerge das fendas.
Ronnie Anne cavalga com Punguari para a batalha, enquanto Maria ordena que Lalo, o cachorro da família, cave em busca de uma chancla gigante, e Bobby agarra a chama sagrada abrigada sob a casa de Mama Lupe. O grupo de Bobby retorna ao continente enquanto Ucumu convoca um grupo de lacaios para atacar. O governanta de Lupe, Don Tacho, bate o avião que pilotava nos lacaios, eliminando-os, e cada Casagrande utiliza suas forças para combatê-los. Punguari acaba sendo nocauteado por Ucumu, que a arrasta para dentro de uma caveira em sua máscara.
Maria, auxiliada por um grupo de Guerreiros Chancla, consegue levantar a chancla gigante por tempo suficiente para que Frida derrube um recorte de papel de Arturo, que está envolto na chama sagrada, na chancla, que atinge Ucumu, reduzindo-o a um esqueleto. Ronnie Anne atira em Ucumu, destruindo-o e petrificando todos os seus asseclas.  Punguari fecha as fissuras com o templo que construiu, impedindo o retorno de Ucumu, e se reencontra com seus pais, que haviam sido transformados em pedras preciosas. Sisiki e Maria se reconciliam com as respectivas filhas e deixam de lado as diferenças.
O pai de Punguari, Chipiri, restaura o continente à sua antiga glória, e o Festival do Fogo Novo está sendo realizado agora na ilha de Mama Lupe.
Maria presenteia a filha com outra pedra preciosa enquanto Punguari, Sisiki e Chipiri assistem de longe às comemorações.

## Elenco
| Personagem                   | Dublador/Ator original |
| ---------------------------- | ---------------------- |
| Ronnie Annie Santiago        | Izabella Alvarez       |
| Maria Santiago               | Sumalee Montano        |
| Punguari (Shara)             | Paulina Chávez         |
| Lupe                         | Angélica Aragón        |
| Rosa Casagrande              | Sonia Manzano          |
| Sisiki                       | Kate del Castillo      |
| Carl Casagrande              | Alex Cazares           |
| Villager Boy                 | Alex Cazares           |
| Bobby Santiago               | Carlos PenaVega        |
| Flat Arturo                  | Carlos PenaVega        |
| Carlos Casagrande            | Carlos Alazraqui       |
| Sergio                       | Carlos Alazraqui       |
| Don Tacho                    | Carlos Alazraqui       |
| Hector Casagrande            | Ruben Garfias          |
| Sid Chang                    | Leah Mei Gold          |
| Carlota Casagrande           | Alexa PenaVega         |
| Chipiri                      | Cristo Fernandéz       |
| Paco                         | Sergio Aragonés        |
| Frida Puga-Casagrande        | Roxana Ortega          |
| Chancla Warrior              | Roxana Ortega          |
| CJ Casagrande                | Jared Kozak            |
| Felipe, o Vendedor Ambulante | Jorge R. Gutierrez     |
| Segurança                    | Kurly Tlapoyawa        |
| Homem Aldeão #2              | Kurly Tlapoyawa        |
| Arturo Santiago              | Fabio Tassone          |
| Carlitos Casagrande          | Cristina Milizia       |
| Mulher aldeã                 | Cristina Milizia       |
| Docent                       | Cristina Milizia       |
| Mulher Turista #3            | Cristina Milizia       |
| Pedestre de terno            | Eric Bauza             |
| Darin McGowan                | Vizinho Feliz          |
| Mulher Turista #1            | April M. Lawrence      |
| Mulher Turista #2            | Caitlyn Connelly       |
| Lalo                         | Dee Bradley Baker      |

## Produção
The Casagrandes Movie foi anunciado pela primeira vez em 4 de abril de 2023. No dia 17 de novembro de 2023, Miguel Puga confirmou o encerramento da produção.

## Lançamento
Em 11 de dezembro de 2023, foi anunciado que O Filme Casagrandes seria lançado pela Netflix em 22 de março de 2024. Um trailer foi lançado em 23 de fevereiro de 2024.